# Albara reversaria
Albara reversaria là một loài bướm đêm thuộc họ Drepanidae. Nó được tìm thấy ở Sumatra, Borneo, bán đảo Mã Lai, đông bắc parts of the Himalaya và Đài Loan.
Ấu trùng ăn các loài Myrica.

## Phụ loài
- Albara reversaria reversaria (Sumatra)
- Albara reversaria opalescens (đông bắc Himalaya (Khasis), China (Kwangtung, Linping), Taiwan)